# 揚特拉灣
62°39′08″S 59°55′20″W / 62.65222°S 59.92222°W

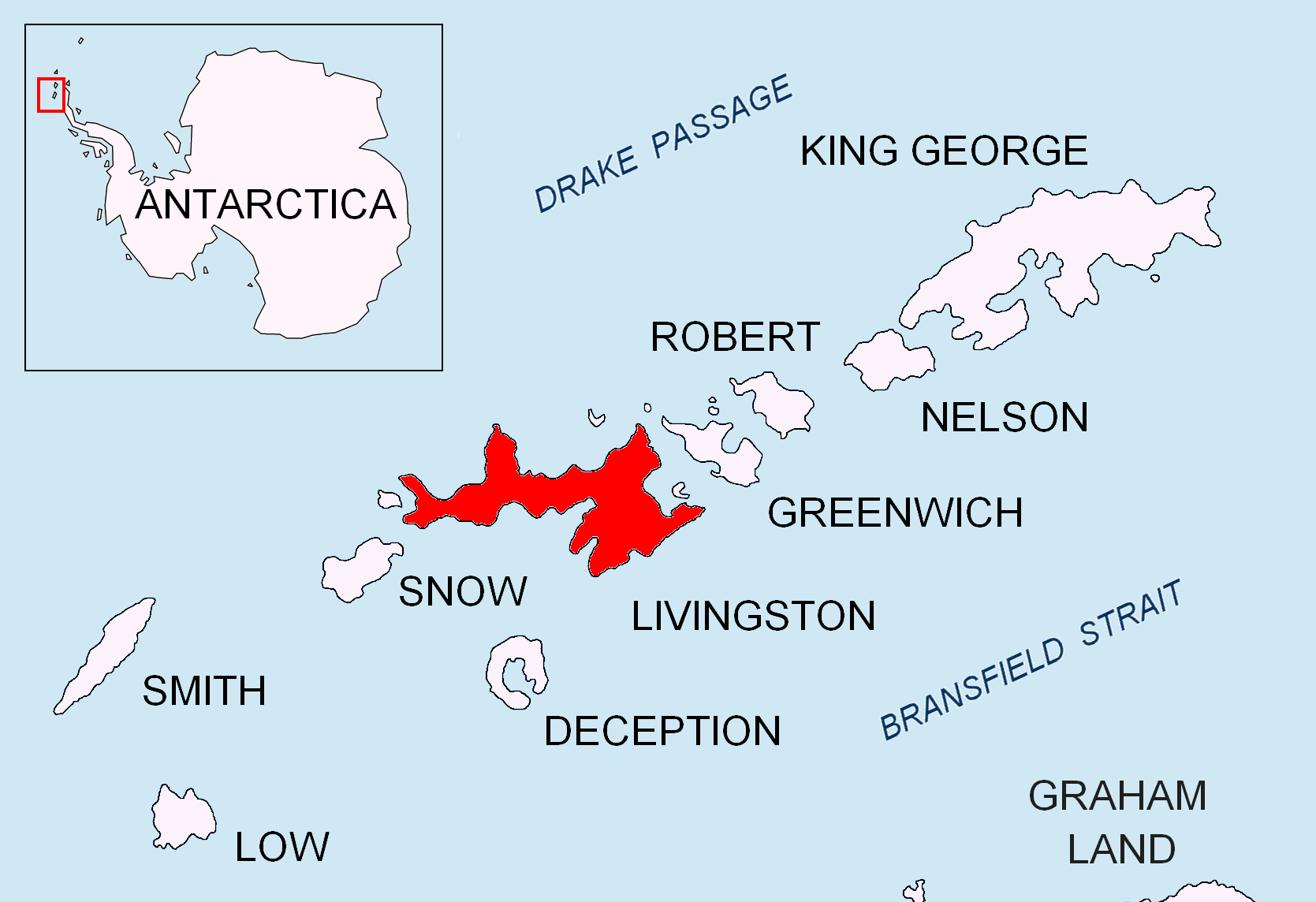

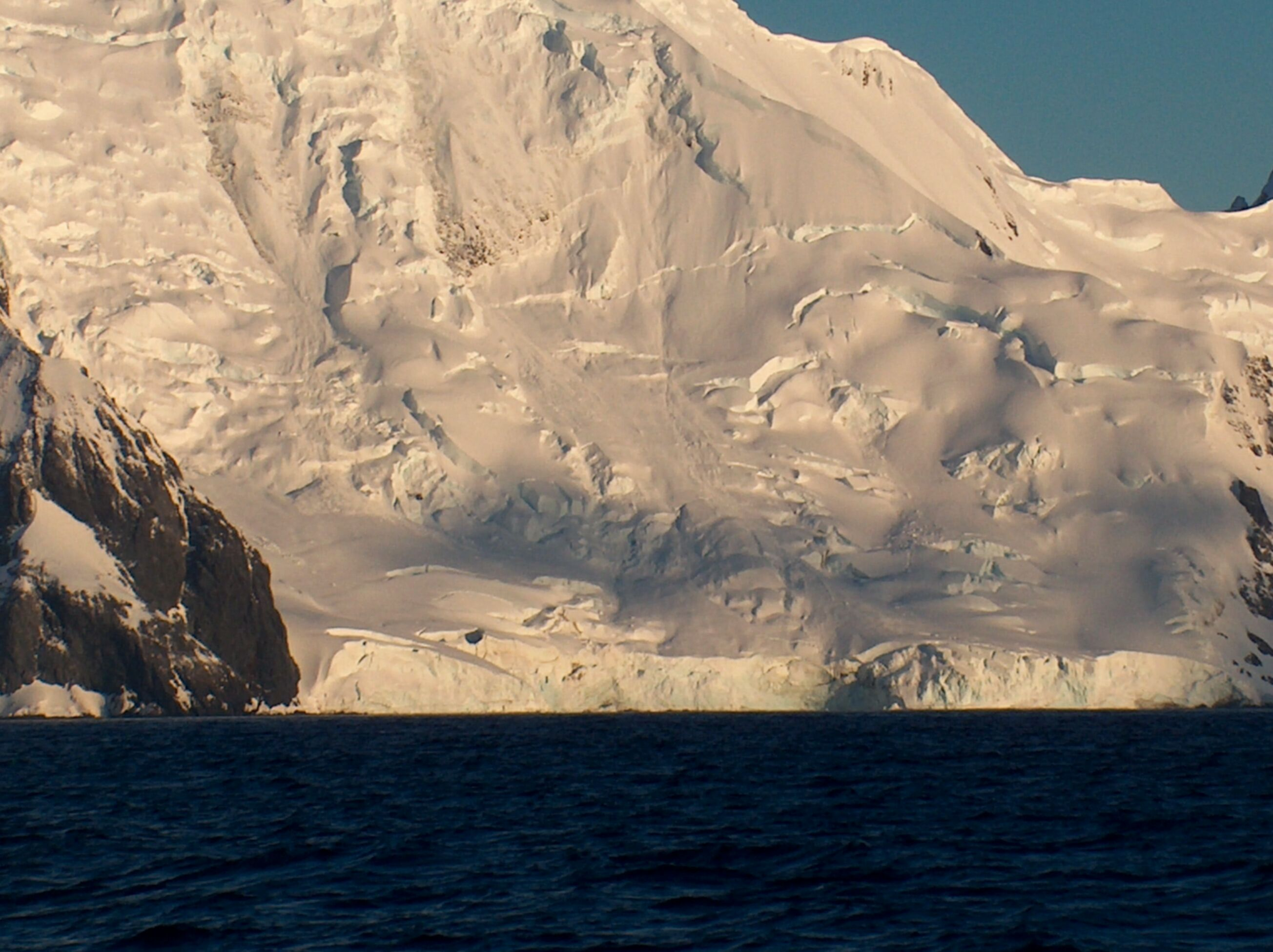

揚特拉灣是南極洲的海灣，位於南設得蘭群島的利文斯頓島，海拔高度560米，處於阿森峰東南面和德爾切夫峰東南面，以保加利亞北部河流命名。

## 外部連結
- SCAR Composite Antarctic Gazetteer（页面存档备份，存于）.